# Un'altra volta
Un'altra volta è un singolo dei cantautore italiano Olly e del produttore discografico italiano Jvli, pubblicato il 18 marzo 2022 come primo estratto dal primo album in studio collaborativo Gira, il mondo gira.

## Descrizione
Il brano, scritto da entrambi gli artisti, è prodotto da Julien Boverod, in arte Jvli.

## Video musicale
Il video musicale è stato pubblicato il 24 marzo 2022 attraverso il canale YouTube di Olly.

## Tracce
Testi e musiche di Federico Olivieri e Julien Boverod.
1. Un'altra volta – 2:05